# Порфіробласти

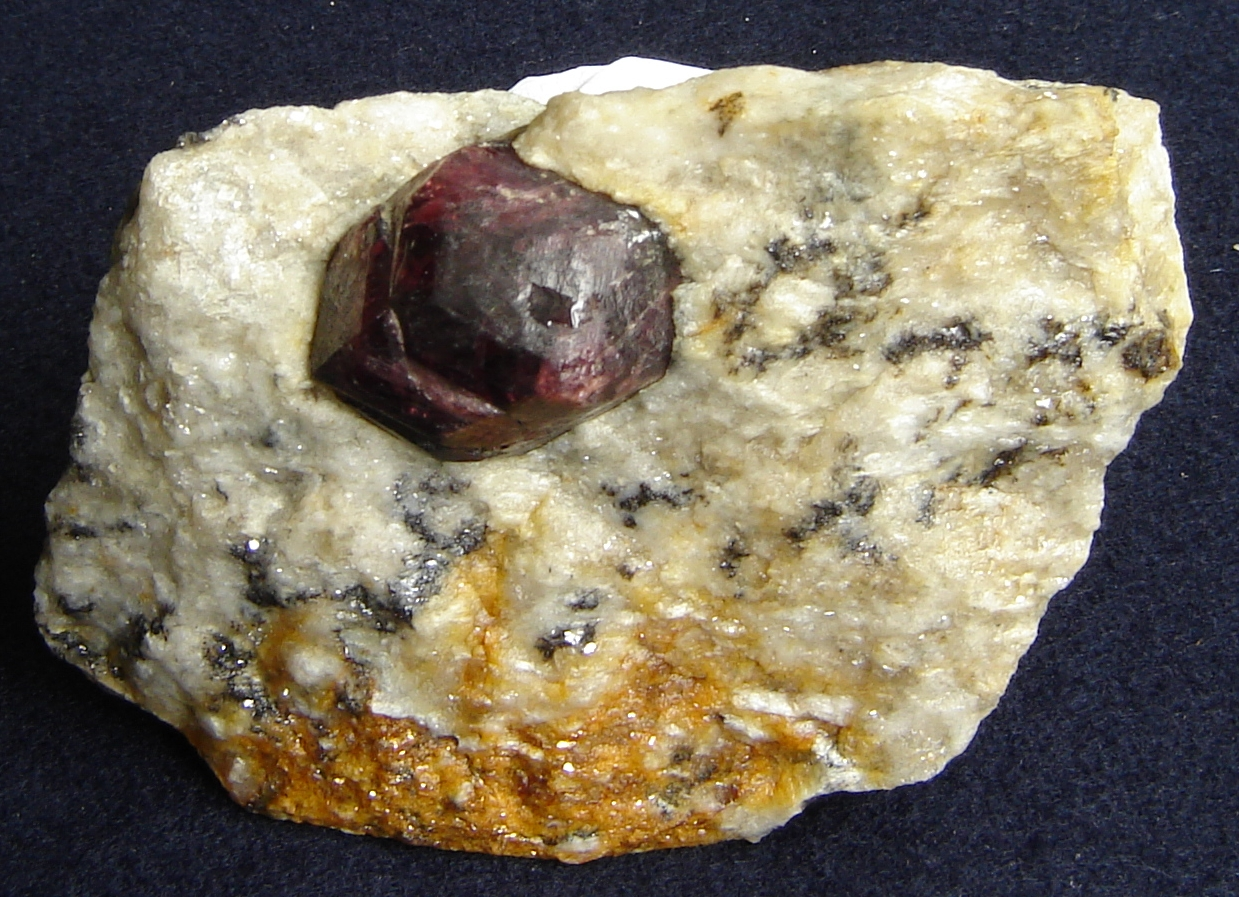
Альмандин - гранат, росте як порфіробласти в кварцит-гнейсі. Гранатові зерна 3 см. Розташування: Параїба, Бразилія.

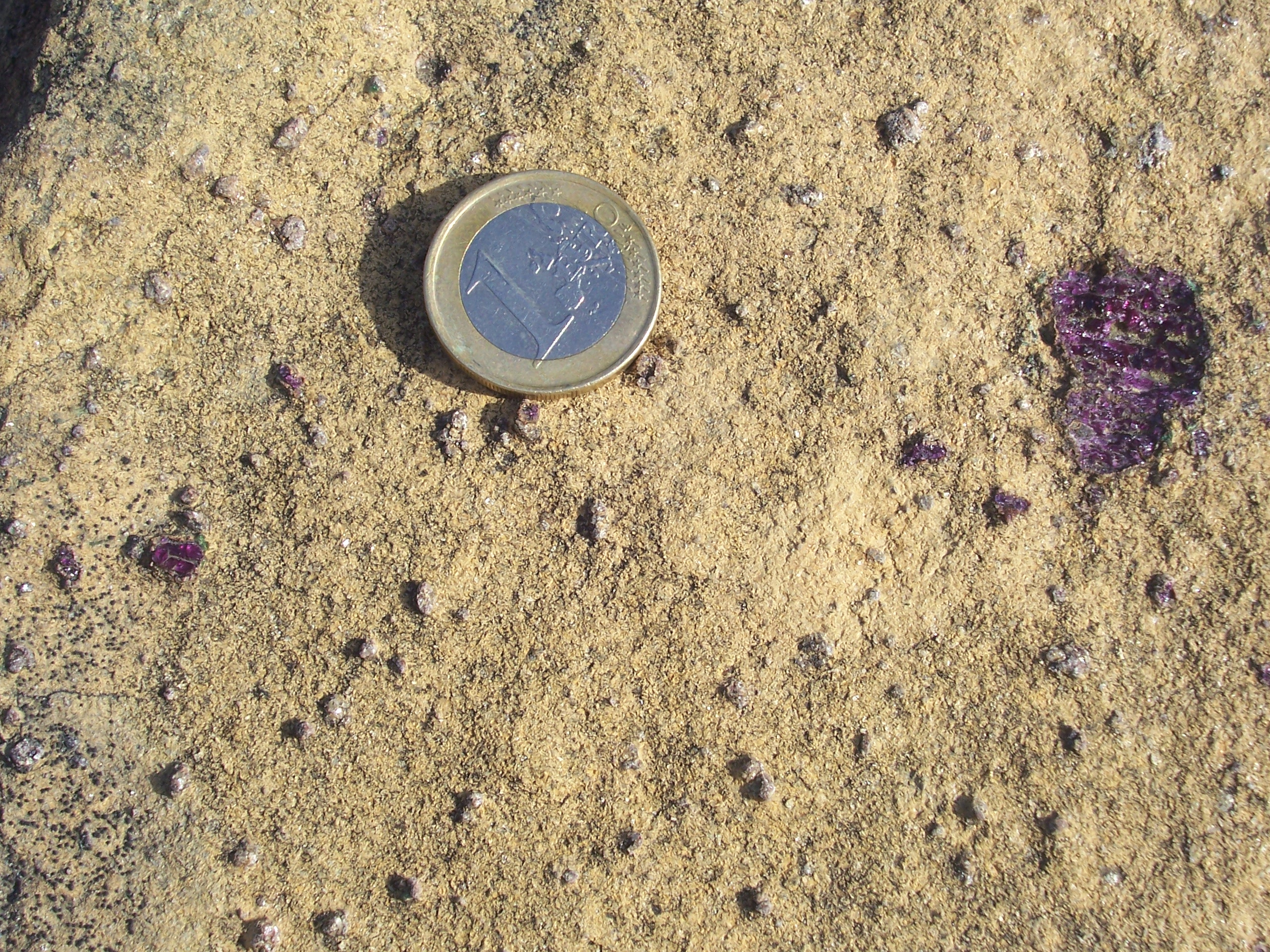
Фіолетовий піроп порфіробласти в перидотиті. Для масштабу - монета 1 євро. Каледоніди, Норвегія.

Порфіробласти (метабласти) - вкрапленики кристалів мінералів у метаморфічній породі, які утворилися при метасоматичному заміщенні складових частин самої породи.  Порфіробласти характерні для кристалобластової (порфіробластової) структури метаморфічних порід. За формою зерен виділяють ідіобласти (мають чітке кристалографічне огранювання) і ксенобласти (мають неправильну амебоподібну форму).

## Дивись також
- Порфіробластична структура
- Філоніт
- Тіні тиску
- Очкова структура
- Голобласти